# Daniel Symonis
Daniel Symonis, auch Simonis (* 1637 in Wusseken bei Köslin; † 22. Oktober 1685 in Rügenwalde) war ein deutscher Schriftsteller, Übersetzer  und evangelisch-lutherischer Theologe.

## Leben
Daniel Symonis wurde als Sohn des Predigers Peter Symonis geboren. Nach Schulbesuch in Köslin und Kolberg besuchte er ab 1655 das Pädagogium Stettin und war gleichzeitig an der Universität Frankfurt (Oder) immatrikuliert. Anschließend studierte er Medizin, überwiegend an der Universität Königsberg. Nach Abschluss seines Studiums ergab es sich, dass er einmal für seinen kranken Vater, der inzwischen Schloßprediger in Köslin war, eine Predigt übernahm. Nach diesem Erlebnis entschloss er sich, Theologie zu studieren, wozu er von 1660 bis 1662 wieder die Universität Frankfurt (Oder) besuchte. Anschließend kehrte er nach Köslin zurück, wo er seinem Vater assistierte. 
Herzog Ernst Bogislaw von Croy, der damalige Statthalter in Hinterpommern, wurde auf Symonis aufmerksam durch eine Predigt, die Symonis zu seinen Ehren hielt und 1665 drucken ließ. Symonis erhielt dadurch zunächst eine Stelle in Schivelbein. 1665 wurde er Rektor  in Rügenwalde, wo er 1671 Pastor und Praepositus wurde. 1669 heiratete Symonis; aus der Ehe gingen drei Kinder hervor. Symonis starb 1685.

## Werk
Symonis verfasste Predigten (Entwurf einiger Leichenpredigten, 1672; Optica et catoptrica sacra, 1679), widmete sich aber vor allem der Übersetzung Vergils.
Symonis' erhaltenes schriftstellerisches Werk besteht aus einem Buch, das er veröffentlichte, während er noch Student in Königsberg war. Es erschien 1659 in Stargard in Pommern unter dem umständlichen Titel Der Frygier Aennas, Wi Er nach Smärzentsündlichem Abläben seiner ädlen Kreusen entslagung der trübsäligen Dido mit der huldreichen Lavinie besäliget, izzo bey der Libsäligsten Deutschinne in beruheter annämligkeit befridet worden. Die besondere Art der Rechtschreibung weist ihn als Anhänger des Schriftstellers Philipp von Zesen (1619–1689) aus. 
Das Buch besteht aus einer patriotischen Lobrede an die durchleuchtige, großmächtige und unüberwindlichste Königin Deutschinne, einem Trauerspiel von der Dido (über die karthagische Prinzessin Dido) und einer Prosaübersetzung der Äneide. Das Trauerspiel, das die Liebesqual der Dido ohne lebhafte Handlung zeigt, ist nach der Einschätzung des Historikers Martin Wehrmann in der Allgemeinen Deutschen Biographie „ohne jeden poetischen Wert und hat nur litterarhistorisches Interesse“.